# Francisco Casanova Álvarez
Francisco Casanova Álvarez (Tapachula, Chiapas, 6 de julio de 1942 - Estado de México, 19 de octubre de 2018), sociólogo mexicano, fue miembro de la Junta de Gobierno de la Universidad Nacional Autónoma de México (UNAM). Fue designado Director de la Facultad de Estudios Superiores Acatlán para el periodo 1981 - 1985.
Licenciado en Sociología por la Facultad de Ciencias Políticas y Sociales de la UNAM con mención honorífica, ha ocupado cargos importantes en la UNAM como Consejero Técnico, Consejero Universitario, miembro del claustro de reforma universitaria, miembro de la Subcomsiòn de comunicación del Congreso Universitario y Director de la Facultad de Estudios Superiores Acatlán, y vocal del Instituto Nacional de Administración Pública por segunda ocasión.
Ha sido profesor de las Facultades de Economía y de Contaduría y Administración de la UNAM y en las Universidades Anáhuac, Iberoamericana, Autónoma del Estado de Morelos, en el Instituto Tecnológico Autónomo de México e Instituto Nacional de Administración Pública. En el extranjero, ha sido profesor invitado por la Universidad Complutense y el Ateneo de Madrid, en España, y por las Universidades del Sur de California (USC) y de Nuevo México, y por el Instituto Lyndon B. Johnson de la Universidad de Texas en los Estados Unidos de América, así como por la Universidad de Brook en Canadá.
 En cargos públicos ha sido contralor y vocero del Instituto Federal Electoral y miembro de la Dirección de comunicación social de la Cámara de Diputados de México por parte del PRI, funcionario también de PEMEX, INFONAVIT y SENER. Ha sido articulista en revistas nacionales e investigador de temas sociológicos y políticos.

## Obras publicadas
- Curso de filosofía política clásica
- Historia de la industrialización del Estado de México (Con Raúl Béjar Navarro) (1970)